# Tüdős István (sportpszichológus)
Tüdős István (Brassó, 1943. július 21.) erdélyi magyar sportpszichológus, szakíró, egyetemi tanár.

## Életútja
Szülővárosában érettségizett (1961); a bukaresti Testnevelési Főiskolán testnevelő tanári (1968), majd 1973-ban a bukaresti egyetemen pszichológiából is diplomát szerzett. Ugyanott doktorált pszichológiából (2000).
A bukaresti Testnevelési Főiskola pszichológiai katedráján kezdte meg egyetemi oktatói pályafutását: adjunktus, előadótanár, majd 2001-től egyetemi tanár.
Szakdolgozatai, tanulmányai az Educaţie Fizică şi Sport, Revista de Psihologie folyóiratokban és tanulmánykötetekben jelentek meg. Tudományos közleményekkel szerepelt hazai és nemzetközi konferenciákon.

## Egyetemi jegyzetei
- Curs de psihologie generală (Bukarest, 1999)
- Psihologia sportului (Bukarest, 2003)
- Psihologia sportului de mare performanţă (Bukarest, 2003, társszerzőkkel)

## Kötetei
- Psihologia şi sportul contemporan (társszerzőkkel, Bukarest, 1980; újrakiadása Bukarest, 1992)
- Elemente de statistică aplicată în educaţie fizică şi sport (Bukarest, 1980; újrakiadása 1992)
- Criterii psihologice în fundamentarea şi structurarea pregătirii sportive (Bukarest, 2000)
- Psihologia normală şi patologică (társszerzővel, Bukarest, 2001)
- Concepte psihologice de bază. Perspectiva genetică şi funcţională (Bukarest, 2001)
- Perspective actuale în psihologia sportului. Modele şi soluţii (Bukarest, 2003)
- Probleme psihosociale actuale în sportul de performanţă (Bukarest, 2003)

Fordításában jelent meg Jankovich István Túléltem a halálomat c. könyve (M-am reîntors din moarte. Bukarest, 1996).